# Commiphora edulis
Commiphora edulis är en tvåhjärtbladig växtart. Commiphora edulis ingår i släktet Commiphora och familjen Burseraceae.

## Underarter
Arten delas in i följande underarter:
- C. e. boiviniana
- C. e. edulis
- C. e. holosericea